# G-Taste
G-Taste (ジィ・テイスト Ji-Teisuto) es una serie manga de historias cortas eróticas creados por el dibujante Hiroki Yagami.  publicado originalmente en 1997 en la revista Young Magazine Uppers, por la editorial Kōdansha. se hizo una serie OVA en 1999, consta de 7 episodios, en 2010 otro Anime del mismo formato aparece bajo el nombre de G-Taste 2.

## Argumento
Se trata de una obra bastante única en el anime japonés ya que su creador Hiroki Yagami hace un gran énfasis en el diseño de sus personajes, lo que ha hecho que algunos de sus personajes se hayan convertido en figuras de culto del anime japonés. Las historias de G-Taste consisten principalmente de 4 escenas eróticas y otro conjunto de escenas complementarias, que normalmente giran en torno a un determinado personaje. Otra característica es la poca o nula participación masculina en los actos sexuales, lo que le otorga una atmósfera única. La historia no suele ser muy gráfica, ateniéndose a las restricciones legales japonesas sobre no mostrar la zona genital. Algunas de las acciones mostradas en sus escenas incluyen la Masturbación, Sadomasoquismo, sexo lésbico, etc. como en la mayoría de las historietas japonesas los personajes poseen proporciones bastante improbables. En los dibujos de esta serie abundan los fetichismos y los motivos de piernas largas, tacones y faldas cortas son algo constantemente utilizado, sin embargo G-taste puede ser calificado en cuanto su calidad de dibujo ya que en sus escenas muestran una delicada y fina relación con la anatomía y del movimiento lo que la hace algo singular en el género del Anime japonés.

## Historia
Moe, Nana, Mai, Sayaka, Misuzu, Asuka y Yuna las chicas más sexys de las profesiones, pero tienen un problema común entre sí, no pueden obtener suficiente sexo y quedar satisfechas. Ellas harán todo lo posible para lograr sus sueños y deseos. Los personajes de G-Taste
incluyen en la mayoría de las figuras clásicas de la pornografía japonesa tipos de objeto sexual como: la colegiala, la oficinista, la secretaria, además de la enfermera, la camarera, la recepcionista, dama de compañía, la mucama, la doctora, la maestra y la esposa.

## Contenido de la Obra

### Manga
El manga se publicó en la revista Young Magazine Uppers, el 9 de julio de 1997, por la editorial Kōdansha, que contiene situaciones en una colección de viñetas eróticas de cuatro escenas, que normalmente cada centrarse en un personaje femenino en particular, se hicieron siete volúmenes.

### Anime (OVA)
Se han publicado una serie de cortometrajes de 7 episodios, en su mayoría dramatizaciones basadas en el manga, producido por Green Bunny el 18 de diciembre de 1999, años después el 22 de noviembre de 2010, se hizo otra serie OVA de un episodio único llamado G-taste 2.

### Merchandise
Aparte de adaptarse a formato Anime hentai, se hicieron una línea de muñecos de PVC de los personajes de G-taste,
un juego para la consola PlayStation 2 y en formato PC bajo la empresa Psikyo, simulando virtualmente un tablero Mahjong.

## Personajes principales (OVA)

### Personajes del Vol. 1 Moe Yagisawa
- Moe Yagisawa (八木沢萌) - Secretaria

### Personajes del Vol. 2 Nana Morimura y Vol. 3 Mai Kanazuki
- Nana Morimura (森村奈々) - Mucama bajo las órdenes de Mai Kanazuki
- Mai Kanazuki (神無月舞) - Secretaria del Baron enmascarado y jefa de las mucamas
- Risa Mizutani - (水谷理沙)- Mucama íntimamente ligada a Nana
- Ayaka Konno (紺野彩香) - Mucama
- Mayu Hoshino (星野麻由) - Mucama
- Baron Masquerade (マスカレード男爵) - ¿Misterioso noble enmascarado?

### Personajes del Vol. 4 Sayaka Mizukoshi y Vol. 5 Misuzu Kawamura
- Sayaka Mizukoshi (水越沙耶香) - Maestra de preparatoria
- Misuzu Kawamura (川村美鈴) - Estudiante
- Touka Fubuki (風吹東花) - Doctora y hermana gemela de Kyoka Fubuki

### Personajes del Vol. 6 Asuka Senou
- Asuka Senou (瀬能明日香) - Enfermera
- Kanae Aizawa (相沢香苗) - Enfermera jefa de Asuka
- Kyouka Fubuki (風吹京花) - Doctora y hermana gemela de Touka Fubuki

Personajes del Vol. 7 Yuna Shingyouji FINAL
- Yuna Shingyouji (真行寺由奈) - Corresponsal de noticias

### Personajes extras
- Yuki Shihodo (四方堂由姫) - Esposa
- Riona Kisaragi (如月里緒菜) - "Mujer de rojo"
- Toko Nogami (野上東子) - Compañía
- Jun Kusakabe (草壁純) - Policía
- Kotomi Amano (天野琴美) - Curadora de museo
- Aoi Nishina (仁科葵) - Guía de autobuses
- Elena Sradoka (エレーナ・スラードカヤ) - Modelo
- Kyoko Hachioji (八王寺京子)
- Yui Jougasaki (城ヶ崎唯) - Mesera
- Marina Kisaragi (如月麻里菜) - Hermana mayor de Riona
- Yoko Takaoka (高岡陽子)
- Ren Hasumi (蓮見蓮) - Enfermera
- Mayu Saiki (斉木まゆ) - Mesera
- Leotard Highheel (レオタード・ハイヒール)
- Fumika Kamizono (神園史華)
- Emiri Tsuchiya (土屋絵美理)
- Asami Ikegami (池上麻美)
- Lady O (龍梅) - Mago
- Keiko Saotome (早乙女慶子)
- Sayuri Kawamura - Policía
- Tomoyo Hanasaki - Enferemera
- Hiroki Yagami - Enfermera
- Miki Endou - Estudiante
- Mika Sawatari
- Mizuki Nomura
- Serika Kitahara
- Aya Takigawa
- Asami Akiyama
- Shoko Okazato
- Reiko Nagai
- Ryoko Fujisawa
- Yuka Egawa
- Ayumi Miura
- Izumi Joban
- Kana Mochizuki
- Yui Kizaki
- Ronmei
- Mio Mouri

## Significado de “G”
Su significado proviene de la posición de la letra “G” en el alfabeto, ya que se ubica entre la “F” de Fetiche y la “H” de hentai. y la palabra inglesa “taste” como Gusto.